# Frankrijk op de Olympische Zomerspelen 1964
Frankrijk nam deel aan de Olympische Zomerspelen 1964 in Tokio, Japan. In tegenstelling tot de vorige editie werd nu wel goud gewonnen.

## Medailleoverzicht
| Sport        | Olympiër(s)                                                                         | Onderdeel                  | Medaille |
| ------------ | ----------------------------------------------------------------------------------- | -------------------------- | -------- |
| Paardensport | Pierre Jonquères d'Oriola                                                           | springconcours individueel | Goud     |
| Atletiek     | Maryvonne Dupureur                                                                  | 800m (v)                   | Zilver   |
| Boksen       | Joseph Gonzales                                                                     | -71kg (m)                  | Zilver   |
| Kanovaren    | Jean Boudehen Michel Chapuis                                                        | C-2 1000m (m)              | Zilver   |
| Paardensport | Pierre Jonquères d'Oriola Janou Lefebvre Guy Lefrant                                | springconcours team        | Zilver   |
| Roeien       | Jean-Claude Darouy Georges Morel Jacques Morel                                      | twee-met (m)               | Zilver   |
| Schermen     | Jean-Claude Magnan                                                                  | floret (m)                 | Zilver   |
| Schermen     | Claude Arabo                                                                        | sabel (m)                  | Zilver   |
| Zwemmen      | Kiki Caron                                                                          | 100m rugslag (v)           | Zilver   |
| Atletiek     | Paul Genevay Bernard Laidebeur Claude Piquemal Jocelyn Delecour                     | 4x100m (m)                 | Brons    |
| Schermen     | Claude Bourquard Claude Brodin Jacques Brodin Yves Dreyfus Jack Guittet             | degen team (m)             | Brons    |
| Schermen     | Daniel Revenu                                                                       | floret (m)                 | Brons    |
| Schermen     | Jacky Courtillat Jean-Claude Magnan Christian Nöel Daniel Revenu Pierre Rodocanachi | floret team (m)            | Brons    |
| Wielersport  | Daniel Morelon                                                                      | sprint (m)                 | Brons    |
| Wielersport  | Pierre Trentin                                                                      | tijdrit (m)                | Brons    |

## Resultaten per onderdeel

### Atletiek
| Olympiër                                                        | Onderdeel                | Resultaat | Prestatie                                                                         |
| --------------------------------------------------------------- | ------------------------ | --------- | --------------------------------------------------------------------------------- |
| Roger Bambuck                                                   | 100m (m)                 | 18e       | serie 10: 3de in 10,6 kwartfinale 4: 6de in 10,5                                  |
| Bernard Laidebeur                                               | 100m (m)                 | 18e       | serie 1: 2de in 10,5 kwartfinale 1: 7de in 10,5                                   |
| Claude Piquemal                                                 | 100m (m)                 | 12e       | serie 5: 2de in 10,5 kwartfinale 2: 4de in 10,4 halve finale 2: 5de in 10,5       |
| Roger Bambuck                                                   | 200m (m)                 | 10e       | serie 2: 1ste in 21,2 kwartfinale 3: 3de in 21,4 halve finale 2: 5de in 21,0      |
| Jocelyn Delecour                                                | 200m (m)                 | 14e       | serie 2: 1ste in 21,2 kwartfinale 1: 4de in 21,5 halve finale 2: 7de in 21,2      |
| Paul Genevay                                                    | 200m (m)                 | 12e       | serie 5: 3de in 21,0 kwartfinale 4: 3de in 21,3 halve finale 1: 5de in 20,9       |
| Roger Bambuck                                                   | 400m (m)                 | 13e       | serie 1: 3de in 46,6 kwartfinale 1: 3de in 46,3 halve finale 1: 8ste in 47,1      |
| François Châtelet                                               | 800m (m)                 | 25e       | serie 1: 5de in 1.48,9                                                            |
| Maurice Lurot                                                   | 800m (m)                 | 21e       | serie 6: 2de in 1.49,8 halve finale 1: 7de in 1.49,7                              |
| Michel Bernard                                                  | 1500m (m)                | 7e        | serie 2: 1ste in 3.44,2 halve finale 1: 4de in 3.39,7 finale: 7de in 3.41,2       |
| Michel Jazy                                                     | 1500m (m)                | DNS       | serie 3: niet gestart                                                             |
| Jean Wadoux                                                     | 1500m (m)                | 9e        | serie 4: 2de in 3.43,0 halve finale 2: 4de in 3.41,9 finale: 9de in 3.45,4        |
| Jean Fayolle                                                    | 5000m (m)                | 43e       | serie 3: 10de in 14.44,6                                                          |
| Michel Jazy                                                     | 5000m (m)                | 4e        | serie 1: 1ste in 13.55,4 finale: 4de in 13.49,8                                   |
| Jean Vaillant                                                   | 5000m (m)                | 19e       | serie 2: 7de in 14.05,8                                                           |
| Jean Fayolle                                                    | 10000m (m)               | 13e       | 29.30,8                                                                           |
| Jean Vaillant                                                   | 10000m (m)               | 15e       | 29.33,6                                                                           |
| Marcel Duriez                                                   | 110m horden (m)          | 6e        | serie 5: 1ste in 14,2 halve finale 1: 4de in 14,0 finale: 6de in 14,09            |
| Bernard Fournet                                                 | 110m horden (m)          | 24e       | serie 3: 5de in 14,8                                                              |
| Jean-Jacques Behm                                               | 400m horden (m)          | 18e       | serie 5: 4de in 52,2                                                              |
| Robert Poirier                                                  | 400m horden (m)          | 21e       | serie 3: 5de in 52,6                                                              |
| Guy Texereau                                                    | 3000m steeplechase (m)   | 6e        | serie 2: 4de in 8.34,6 finale: 6de in 8.38,6                                      |
| Paul Genevay Bernard Laidebeur Claude Piquemal Jocelyn Delecour | 4x100m (m)               | Brons     | serie 3: 1ste in 39,8 halve finale 1: 2de in 39,7 finale: 3de in 39,3             |
| Germain Nelzy Michel Hiblot Bernard Martin Jean Pierre Boccardo | 4x400m (m)               | 8e        | serie 1: 3de in 3.07,5 finale: 8ste in 3.07,4                                     |
| Jean Louis Brougier                                             | marathon (m)             | DNS       | niet gestart                                                                      |
| Henri Delerue                                                   | 20km snelwandelen (m)    | 13e       | 1:34.58                                                                           |
| Henri Delerue                                                   | 50km snelwandelen (m)    | 15e       | 4:27.47,6                                                                         |
| Jean Cochard                                                    | verspringen (m)          | 5e        | kwalificatie: 9de met 7,52m finale: 5de met 7,44m                                 |
| Alain Levèvre                                                   | verspringen (m)          | 24e       | kwalificatie: 24ste met 7,24m                                                     |
| Éric Battista                                                   | hink-stap-springen (m)   | 25e       | kwalificatie: 25ste met 15,04m                                                    |
| Robert Sainte-Rose                                              | hoogspringen (m)         | 22e       | kwalificatie: 22ste met 2,00m                                                     |
| Herve D'Encausse                                                | polsstokhoogspringen (m) | 5e        | kwalificatie: 1ste met 4,60m finale: 15de met 4,40m                               |
| Alain Levèvre                                                   | polsstokhoogspringen (m) | DNF       | kwalificatie: geen geldige poging                                                 |
| Michel Macquet                                                  | speerwerpen (m)          | 18e       | kwalificatie: 18de met 69,35m                                                     |
| Guy Husson                                                      | kogelslingeren (m)       | 22e       | kwalificatie: 22ste met 60,04m                                                    |
|                                                                 |                          |           |                                                                                   |
| Christiane Cadic                                                | 100m (v)                 | 25e       | serie 2: 3de in 12,0 kwartfinale 4: 6de in 12,0                                   |
| Daniele Gueneau                                                 | 100m (v)                 | 19e       | serie 3: 3de in 12,0 kwartfinale 2: 6de in 11,8                                   |
| Michele Lurot                                                   | 200m (v)                 | 22e       | serie 1: 4de in 24,7                                                              |
| Evelyne Lebret                                                  | 400m (v)                 | 8e        | serie 3: 3de in 54,8 halve finale 1: 4de in 54,5 finale: 8ste in 55,5             |
| Maryvonne Dupureur                                              | 800m (v)                 | Zilver    | serie 1: 1ste in 2.04,5 halve finale 1: 1ste in 2.04,1 (OR) finale: 2de in 2.01,9 |
| Marlene Canguio                                                 | 80m horden (v)           | 17e       | serie 2: 6de in 11,0                                                              |
| Denise Guenard                                                  | 80m horden (v)           | DNS       | serie 4: niet gestart                                                             |
| Marlene Canguio Daniele Gueneau Michele Lurot Denise Guenard    | 4x100m (v)               | 8e        | serie 2: 4de in 46,0 finale: 8ste in 46,1                                         |
| Michele Demys                                                   | speerwerpen (v)          | 12e       | kwalificatie: 12de met 48,94m                                                     |
| Denise Guenard                                                  | zevenkamp (v)            | 12e       | 4548 punten                                                                       |

### Boksen
| Olympiër         | Onderdeel | Resultaat | Prestatie |
| ---------------- | --------- | --------- | --- |
| Jacques Cotot    | -60kg (m) | 17e       | 1ste ronde: V van PAK Sarwar: 0-5 |
| Joseph Gonzales  | -71kg (m) | Zilver    | 1ste ronde: vrij 2de ronde: W van JPN Masuda: 3-2 kwartfinale: W van AUS Barber: scheidsrechterlijke beslissing halve finale: W van NGR Maiyegun: 3-2 finale: V van URS Lagoetin: 1-4 |
| Jacques Marty    | -75kg (m) | 17e       | 1ste ronde: V van UGA Odhiambo: 0-5 |
| Bernard Thébault | -81kg (m) | 9e        | 1ste ronde: vrij 2de ronde: V van BUL Nikolov: scheidsrechterlijke beslissing |

### Gewichtheffen
| Olympiër       | Onderdeel   | Resultaat | Prestatie                                                                            |
| -------------- | ----------- | --------- | ------------------------------------------------------------------------------------ |
| Rolf Maier     | -75kg (m)   | 7e        | duwen: 5de met 130kg trekken: 12de met 122,5kg stoten: 5de met 165kg totaal: 417,5kg |
| Marcel Paterni | -82,5kg (m) | DNF       | duwen: 5de met 147,5kg trekken: 8ste met 122,5kg stoten: geen geldige poging         |

### Judo
| Olympiër          | Onderdeel | Resultaat | Prestatie                                                                 |
| ----------------- | --------- | --------- | ------------------------------------------------------------------------- |
| André Bourreau    | -68kg (m) | 9e        | 1ste ronde groep D: 2de met 1 overwinning                                 |
| Gaston Lesturgeon | -68kg (m) | 9e        | 1ste ronde groep G: 2de met 1 overwinning                                 |
| Lionel Grossain   | -80kg (m) | 5e        | 1ste ronde groep G: 1ste met 2 overwinningen kwartfinale: V van JPN Okano |
| Jacques le Berré  | -80kg (m) | 9e        | 1ste ronde groep C: 2de met 1 overwinning                                 |

### Kanovaren
| Olympiër                     | Onderdeel     | Resultaat | Prestatie                                      |
| ---------------------------- | ------------- | --------- | ---------------------------------------------- |
| Jean Boudehen Michel Chapuis | C-2 1000m (m) | Zilver    | serie 1: 2de in 4.10,26 finale: 2de in 4.06,52 |

### Roeien
| Olympiër | Onderdeel       | Resultaat | Prestatie                                                                      |
| --- | --------------- | --------- | ------------------------------------------------------------------------------ |
| René Duhamel Bernard Monnereau | dubbel-twee (m) | 6e        | serie 3: 3de in 6.48,70 herkansingen: 1ste in 6.49,38 finale: 6de in 7.41,80   |
| Jean-Claude Darouy Georges Morel Jacques Morel                                                                                             | twee-met (m)    | Zilver    | serie 2: 1ste in 7.53,14 finale: 2de in 8.43,15                                |
| Jean-Pierre Drivet Roger Chatelain Philippe Malivoire Émile Clerc                                                                          | vier-zonder (m) | 10e       | serie 3: 3de in 6.45,95 herkansingen: 2de in 6.42,85 finale B: 4de in 6.38,32  |
| Yves Fraisse Claude Pache Gérard Jacquesson Michel Dumas Jean-Claude Darouy                                                                | vier-met (m)    | 4e        | serie 3: 2de in 6.53,52 herkansingen: 1ste in 7.05,78 finale: 4de in 7.13,92   |
| André Fevret Pierre Maddaloni André Sloth Joseph Moroni Robert Dumontois Jean-Pierre Grimaud Bernard Meynadier Michel Viaud Alain Bouffard | acht (m)        | 7e        | serie 3: 2de in 6.09,08 herkansingen: 2de in 6.07,43 finale B: 1ste in 5.58,57 |

### Paardensport
| Olympiër                                            | Onderdeel   | Resultaat | Prestatie          |
| Eventing                                            | Eventing    | Eventing  | Eventing           |
| --------------------------------------------------- | ----------- | --------- | ------------------ |
| J. de Croutte                                       | individueel | 24e       | 38,47 strafpunten  |
| Hugues Landon                                       | individueel | 27e       | 57,53 strafpunten  |
| J. L. J. le Goff                                    | individueel | 23e       | 37,87 strafpunten  |
| Jehan LeRoy                                         | individueel | DNF       | niet gefinisht     |
| J. de Croutte Hugues Landon J. L. J. le Goff        | team        | 8e        | 133,87 strafpunten |
| Springconcours                                      |             |           |                    |
| Pierre Jonquères d'Oriola                           | individueel | Goud      | 9 strafpunten      |
| Janou Lefevre                                       | individueel | 14e       | 32,00 strafpunten  |
| Guy Lefrant                                         | individueel | 20e       | 36,75 strafpunten  |
| Pierre Jonquères d'Oriola Janou Lefevre Guy Lefrant | team        | Zilver    | 77,75 strafpunten  |

### Schermen
| Olympiër | Onderdeel       | Resultaat | Prestatie |
| --- | --------------- | --------- | --- |
| Claude Bourquard                                                                                               | degen (m)       | 6e        | 1ste ronde groep E: 1ste met 7 overwinningen 2de ronde groep E: 2de met 3 overwinningen 3de ronde: vrij 4de ronde: W van POL Nielaba: 10-7 kwartfinale: V van ITA Saccaro: 8-10 5-8ste plek: W van EUA Rompza: 10-8 5-6de plek: V van POL Gonsior: 3-10 |
| Yves Dreyfus                                                                                                   | degen (m)       | 25e       | 1ste ronde groep B: 3de met 4 overwinningen 2de ronde groep B: 7de met 1 overwinning |
| Jack Guittet                                                                                                   | degen (m)       | 9e        | 1ste ronde groep G: 2de met 5 overwinningen 2de ronde groep C: 2de met 4 overwinningen 3de ronde: W van SUI Bar: 10-9 4de ronde: V van EUA Rompza: 10-10                                                                                                |
| Claude Brodin Yves Dreyfus Claude Bourquard Jack Guittet Jacques Brodin                                        | degen team (m)  | Brons     | 1ste ronde groep E: 2de met 1 overwinning 2de ronde: vrij kwartfinale: W van Duitsland: 8-4 halve finale: V van Hongarije: 3-9 bronzen finale: W van Zweden: 8-8                                                                                        |
| Jacky Courtillat                                                                                               | floret (m)      | 25e       | 1ste ronde groep F: 1ste met 5 overwinningen 2de ronde groep E: 2de met 2 overwinningen barrage: 6de met 1 overwinning |
| Jean Claude Magnan                                                                                             | floret (m)      | Zilver    | 1ste ronde groep A: 2de met 4 overwinningen 2de ronde groep F: 2de met 3 overwinningen 3de ronde: vrij 4de ronde: W van JPN Heisaburo: 10-7 kwartfinale: W van HUN Kamuti: 10-7 finale: 2de met 2 overwinningen                                         |
| Daniel Revenu                                                                                                  | floret (m)      | Brons     | 1ste ronde groep E: 2de met 3 overwinningen 2de ronde groep D: 2de met 3 overwinningen 3de ronde: W van GBR Jay: 10-2 4de ronde: W van POL Woyda: 10-6 kwartfinale: W van EUA Gerresheim: 10-5 finale: 3de met 1 overwinning                            |
| Jacky Courtillat Jean-Claude Magnan Christian Nöel Daniel Revenu Pierre Rodocanachi                            | floret team (m) | Brons     | 1ste ronde groep A: 1ste met 2 overwinningen kwartfinale: W van Italië: 9-5 halve finale: V van Sovjet-Unie: 6-9 bronzen finale: W van Japan: 9-4 |
| Claude Arabo                                                                                                   | sabel (m)       | Zilver    | 1ste ronde groep G: 2de met 5 overwinningen 2de ronde groep C: 2de met 6 overwinningen 3de ronde: W van ITA Chicca: 10-4 kwartfinale: W van EUA Wellman: 10-6 finale: 2de met 2 overwinningen                                                           |
| Jacques Lefevre                                                                                                | sabel (m)       | 9e        | 1ste ronde groep E: 2de met 5 overwinningen 2de ronde groep B: 4de met 4 overwinningen 3de ronde: V van URS Rylsky: 6-10 |
| Marcel Parent                                                                                                  | sabel (m)       | 6e        | 1ste ronde groep F: 1ste met 5 overwinningen 2de ronde groep A: 4de met 4 overwinningen 3de ronde: W van ROU Muresan: 10-7 kwartfinale: V van HUN Pézsa: 7-10 5-8ste plek: W van EUA Wellman: 10-9 5-6de plek: V van POL Ochyra: 5-10                   |
| Jean-Ernest Ramez Jacques Lefèvre Claude Arabo Marcel Parent Robert Fraisse                                    | sabel team (m)  | 4e        | 1ste ronde groep B: 1ste met 2 overwinningen kwartfinale: W van Roemenië: 8-6 halve finale: V van Italië: 7-8 bronzen finale: V van Polen: 8-8 |
| |                 |           | |
| Brigitte Gapais                                                                                                | floret (v)      | 17e       | 1ste ronde groep C: 1ste met 3 overwinningen 2de ronde groep C: 6de met 1 overwinning |
| Annick Level                                                                                                   | floret (v)      | 25e       | 1ste ronde groep F: 5de met 1 overwinning |
| Catherine Rousselet                                                                                            | floret (v)      | 7e        | 1ste ronde groep A: 4de met 3 overwinningen 2de ronde groep A: 4de met 3 overwinningen 3de ronde: W van USA King: 8-6 kwartfinale: V van EUA Mees: 6-8 5-8ste plek: V van HUN Juhasz: 7-8                                                               |
| Catherine Rousselet-Ceretti Marie-Chantal Depetris-Demaille Brigitte Gapais-Dumont Annick Level Colette Revenu | floret team (v) | Brons     | 1ste ronde groep A: 2de met 1 overwinning kwartfinale: V van Duitsland: 8-8 5-6de plek: V van Roemenië: 6-9 |

### Schietsport
| Olympiër        | Onderdeel               | Resultaat | Prestatie                        |
| --------------- | ----------------------- | --------- | -------------------------------- |
| Pierre Guy      | 50m geweer liggend (m)  | 56e       | 580 punten: (94-100-96-98-96-96) |
| Jean Renaux     | 50m pistool (m)         | 14e       | 544 punten: (92-90-89-88-90-95)  |
| Jean Renaux     | 25m snelvuurpistool (m) | 14e       | 584 punten: (290-294)            |
| Claude Foussier | trap (m)                | 24e       | 186 punten                       |
| Michel Prévost  | trap (m)                | 29e       | 184 punten                       |

### Turnen
| Olympiër               | Onderdeel                | Resultaat | Prestatie     |
| ---------------------- | ------------------------ | --------- | ------------- |
| Michel Bouchonnet      | individuele meerkamp (m) | 83e       | 107,90 punten |
| Bernard Fauqueux       | individuele meerkamp (m) | 73e       | 108,85 punten |
| Christian Guiffroy     | individuele meerkamp (m) | 48e       | 110,50 punten |
|                        |                          |           |               |
| Monique Baelden        | individuele meerkamp (v) | 49e       | 72,964 punten |
| Jacqueline Brisepierre | individuele meerkamp (v) | 64e       | 71,063 punten |
| Evelyne Letourneur     | individuele meerkamp (v) | 47e       | 73,096 punten |

### Wielersport
| Olympiër                                                                  | Onderdeel                     | Resultaat | Prestatie |
| Baan                                                                      | Baan                          | Baan      | Baan |
| ------------------------------------------------------------------------- | ----------------------------- | --------- | --- |
| Daniel Morelon                                                            | sprint (m)                    | Brons     | serie 2: 1ste in 12,84 2de ronde serie 2: 1ste in 11,93 kwartfinale: W van POL Zajac: 2-0 halve finale: V van ITA Bianchetto: 1-2 bronzen finale: W van FRA Trentin: 2-1                                                                                        |
| Pierre Trentin                                                            | sprint (m)                    | 4e        | serie 1: 1ste in 12,77 2de ronde serie 1: 3de 2de ronde herkansingen: 1ste in 12,81 2de ronde herkansingen finale: W van URS Khitrov: 11,88 kwartfinale: W van AUS Harrison: 2-1 halve finale: V van ITA Pettenella: 1-2 bronzen finale: V van FRA Morelon: 1-2 |
| Pierre Trentin                                                            | tijdrit (m)                   | Brons     | 1.10,42 |
| Robert Varga                                                              | individuele achtervolging (m) | 9e        | serie 5: V van URS Moskvin: 5.14,57 |
| Daniel Morelon Pierre Trentin                                             | tandem (m)                    | 9e        | serie 5: V van AUS Browne/Perkins herkansingen: 1ste in 13,49 herkansingen finale: 3de |
| Robert Varga Joseph Pare Christian Cuch Jacques Suire                     | ploegenachtervolging (m)      | 9e        | serie 3: V van Sovjet-Unie: 4.50,62 |
| Weg                                                                       |                               |           | |
| Lucien Aimar                                                              | wegwedstrijd (m)              | 80e       | 4:39.51,83 |
| Francis Bazire                                                            | wegwedstrijd (m)              | 53e       | 4:39.51,80 |
| Bernard Guyot                                                             | wegwedstrijd (m)              | 94e       | 4:39.51,83 |
| Christian Raymond                                                         | wegwedstrijd (m)              | 95e       | 4:39.51,83 |
| Marcel-Ernest Bidault Georges Chappe André Desvages Jean-Claude Wuillemin | ploegentijdrit (m)            | 6e        | 2:28.52,74 |

### Worstelen
| Olympiër         | Onderdeel   | Resultaat   | Prestatie |
| Vrije stijl      | Vrije stijl | Vrije stijl | Vrije stijl |
| ---------------- | ----------- | ----------- | --- |
| André Zoete      | -52kg (m)   | 4e          | 1ste ronde: V van JPN Yoshida 2de ronde: W van AUS McAlary 3de ronde:' W van PAN Campbell 4de ronde: vrij 5de ronde: V van KOR Chang |
| Grieks-Romeins   |             |             | |
| Georges Ballery  | -63kg (m)   | 9e          | 1ste ronde: vrij 2de ronde: V van RAU Mansour 3de ronde:' W van AUS Cacas 4de ronde: V van IRI Malek                                 |
| René Schiermeyer | -78kg (m)   | 7e          | 1ste ronde: G van BEL Michiels 2de ronde: vrij 3de ronde:' W van IRI Zoghian 4de ronde: V van URS Kolesov                            |

### Zeilen
| Olympiër                              | Onderdeel       | Resultaat | Prestatie                        |
| ------------------------------------- | --------------- | --------- | -------------------------------- |
| Gérard Devillard                      | finn            | 9e        | 4528 punten: (11-17-8-1-13-9-15) |
| Marcel Buffet Alain Francois Lehoerff | flying dutchman | 7e        | 3864 punten: (2-7-5-15-3-15-DNF) |

### Zwemmen
| Olympiër                                                                                | Onderdeel             | Resultaat | Prestatie                                                            |
| --------------------------------------------------------------------------------------- | --------------------- | --------- | -------------------------------------------------------------------- |
| Jean-Pascal Curtillet                                                                   | 100m vrije slag (m)   | 28e       | serie 2: 3de in 56,2                                                 |
| Alain Gottvallès                                                                        | 100m vrije slag (m)   | 5e        | serie 6: 2de in 55,2 halve finale 2: 2de in 54,3 finale: 5de in 54,2 |
| Gérard Gropaiz                                                                          | 100m vrije slag (m)   | 15e       | serie 1: 2de in 55,8 halve finale 2: 6de in 55,7                     |
| Francis Luyce                                                                           | 400m vrije slag (m)   | 29e       | serie 6: 6de in 4.33,2                                               |
| Robert Christophe                                                                       | 200m rugslag (m)      | 23e       | serie 5: 6de in 2.22,5                                               |
| Alain Gottvallès Gérard Gropaiz Pierre Canavèse Jean-Pascal Curtillet Robert Christophe | 4x100m vrije slag (m) | DSQ       | serie 1: 2de in 3.42,1 finale: gediskwalificeerd                     |
| Jean-Pascal Curtillet Pierre Canavèse Francis Luyce Alain Gottvallès                    | 4x200m vrije slag (m) | 6e        | serie 2: 3de in 8.17,0 finale: 6de in 8.08,7                         |
|                                                                                         |                       |           |                                                                      |
| Monique Piétri                                                                          | 100m vrije slag (v)   | 33e       | serie 3: 6de in 1.05,8                                               |
| Françoise Borie                                                                         | 100m rugslag (v)      | 15e       | serie 3: 2de in 1.11,8                                               |
| Kiki Caron                                                                              | 100m rugslag (v)      | Zilver    | serie 4: 1ste in 1.08,5 finale: 2de in 1.07,9                        |

Afghanistan · Algerije · Argentinië · Australië · Bahama's · België · Bermuda · Birma · Bolivia · Brazilië · Brits-Guiana · Bulgarije · Cambodja · Canada · Ceylon · Chili · Colombia · Congo-Brazzaville · Costa Rica · Cuba · Denemarken · Dominicaanse Republiek · Duits eenheidsteam · Ethiopië · Filipijnen · Finland · Frankrijk · Ghana · Griekenland · Groot-Brittannië · Hongarije · Hongkong · Ierland · IJsland · India · Irak · Iran · Israël · Italië · Ivoorkust · Jamaica · Japan · Joegoslavië · Kameroen · Kenia · Libanon · Liberia · Libië · Liechtenstein · Luxemburg · Madagaskar · Maleisië · Mali · Marokko · Mexico · Monaco · Mongolië · Nederland · Nederlandse Antillen · Nepal · Nieuw-Zeeland · Niger · Nigeria · Noord-Rhodesië · Noorwegen · Oeganda · Oostenrijk · Pakistan · Panama · Peru · Polen · Portugal · Puerto Rico · Roemenië · Senegal · Sovjet-Unie · Spanje · Taiwan · Tanganyika · Thailand · Trinidad en Tobago · Tsjaad · Tsjecho-Slowakije · Tunesië · Turkije · Uruguay · Venezuela · Verenigde Arabische Republiek · Verenigde Staten · Vietnam · Zuid-Korea · Zuid-Rhodesië · Zweden · Zwitserland